# King Edward's School (Birmingham)
La King Edward's School (KES) est une école secondaire privée pour garçons située dans le quartier d'Edgbaston, à Birmingham, en Angleterre. Elle accueille environ 800 élèves, et constitue l'un des établissements scolaires les mieux cotés du Royaume-Uni.
Elle a été fondée en 1552 par le roi Édouard VI, d'où son nom.